# Филип II фон Даун-Фалкенщайн
Филип II фон Даун-Фалкенщайн (на немски: Philipp II von Daun-Falkenstein; * ок. 1514; † пролетта 1554) от линията „Даун-Фалкенщайн“ на фамилията „Даун“, е граф на Даун-Фалкенщайн, господар на Оберщайн (1546 – 1554), Бройч (част от Мюлхайм ан дер Рур) (1546 –1554), Бюргел в Херцогство Берг, субдякон в катедралата на Кьолн до 1546 г.

## Биография
Той е син на граф Вирих V фон Даун-Фалкенщайн-Лимбург-Бройч в Оберщайн, губернатор на Равенсберг († 1546), и съпругата му графиня Ирмгард фон Сайн-Хомбург († 1551), наследничка на Лимбург ан дер Лене и Бройч, дъщеря на Себастиан I фон Сайн (1464 – 1498) и Мария фон Лимбург († 1525). Брат е на Каспар († 1576), Йохан († 1579), граф на Фалкенщайн-Лимбург, господар на Оберщайн, каноник на „Св. Гереон“ в Кьолн до 1546 г., Себастиан († сл. 1558), граф на Фалкенщайн, господар на Оберщайн, домхер в Страсбург, манастирски хер на „Св. Гереон“ в Кьолн, Вирих († 1543), убит в битка в Унгария, домхер в Майнц, и на Госвин. Сестрите му са Елизабет, абатиса на „Св. Квинтин“ в Нойс, Амьона († 1582), омъжена на 20 ноември 1542 г. за граф Гумпрехт II фон Нойенар-Алпен (1503 – 1556), и Анна († сл. 1530), канонеса в Есен, абатиса в Боргхорсте.
На 26 април 1522 г. Филип става каноник в катедралния манастир Кьолн и по-късно е помазан за субдякон в катедралата на Кьолн. През пролетта на 1546 г. той трябва да напусне катедралата, понеже е привърженик на протестантския архиепископ и курфюрст на Кьолн Херман фон Вид.
Чрез наследствения договор на баща му от 8 май 1546 г. и смъртта му в края на годината, Филип е наследник на Бройч, Бюргел и Оберщайн. Той веднага въвежда реформацията в Бройч и през 1548 г. в Оберщайн.
Филип живее от 1539 г. с монахинята Мария Каспара фон Холтей и има с нея две деца. За да може да се ожени и да легитимира децата си той иска разрешение от Рим, получава го на 20 май 1550 г. и му се разрешава на 15 ноември 1551 г. от епископството Мюнстер.
На 28 януари 1552 г. братята съставят нов наследствен договор, според който след смъртта на Филип братята му наследяват господствата, Мария Каспара трябва да получи „Хаус Бюргел“ като вдовица, и двете му деца трябва да станат духовници. Филип се жени на 28 септември 1552 г. в дворцовата капела в Бройч. Присъстват само двете му деца, а роднините му не.
Филип съставя нов договор в дворец Фалкенщайн на 5 януари ок. 1554 г., за да се сдобри с братята си, и умира малко след това. В този документ Себастиан трябва дефинитивно да получи господството Оберщайн с двореца и други.
Филип фон Даун-Фалкенщайн умира през пролетта 1554 г. и е погребан в църквата „Св. Петри“ в Мюлхайм.

## Фамилия
Първи брак: пр. 1540 г. с вилд- и рейнграфиня Анна фон Залм-Даун (* ок. 1520; † сл. 1546), дъщеря на граф Филип фон Залм-Даун (1492 – 1521) и графиня Антоанета дьо Ньофшател (1495/1500 – 1544).
Втори брак: на 28 септември 1552 г. в дворец Бройч с Каспара фон Холтей (* 1520; † 14 януари 1558), дъщеря на Арнолд (Арнд) фон Холтей († пр. 1552) и Хермана Себеке-Керкеринк († пр. 1531). Те имат децата:
- Вирих VI фон Даун-Фалкенщайн (* 1540; † 11 октомври 1598, убит в замък Бройч), господар на Бройч, женен I. на 18 декември 1578 г. за пфалцграфиня Урсула фон Велденц (* 3 април 1543; † 1578), II. ок. 1579 г. за Елизабет фон Мандершайд-Бланкенхайм (* 3 април 1544; † 3 септември 1588), княжеска абатиса в Есен, 1578 г. се отказва, III. на 9 март 1596 г. за графиня Анна Маргарета фон Мандершайд-Геролщайн (* 10 август 1575; † 4 март 1606), манастирска дама в Есен
- Магдалена Маргарета фон Даун (* 1554; † 5 май 1585), омъжена на 13 февруари 1575 г. за Вилхелм фон Бернзау-Харденберг (* 1550; † 10 март 1599)
- дъщеря, омъжена за фон Хемелберг